# Associazione Calcio Treviso 1965-1966
Questa voce raccoglie le informazioni riguardanti l'Associazione Calcio Treviso nelle competizioni ufficiali della stagione 1965-1966.

## Rosa
| N. |                   | Ruolo | Calciatore          |
| -- | ----------------- | ----- | ------------------- |
|    | Italia (bandiera) | C     | Mario Agnoletto     |
|    | Italia (bandiera) | D     | Antonio Bressan     |
|    | Italia (bandiera) | C     | Graziano Cognolato  |
|    | Italia (bandiera) | C     | Luciano D'Andrea    |
|    | Italia (bandiera) | A     | Costantino Fava     |
|    | Italia (bandiera) | C     | Enzo Fregonese      |
|    | Italia (bandiera) | A     | Giuseppe Galtarossa |
|    | Italia (bandiera) | D     | Tito Livio Marcato  |
|    | Italia (bandiera) | D     | Aldo Secco          |

| N. |                   | Ruolo | Calciatore         |
| -- | ----------------- | ----- | ------------------ |
|    | Italia (bandiera) | C     | Maurizio Simonato  |
|    | Italia (bandiera) | D     | Alessandro Sirena  |
|    | Italia (bandiera) | C     | Gennaro Spangaro   |
|    | Italia (bandiera) | A     | Serafino Urban     |
|    | Italia (bandiera) | C     | Francesco Volpato  |
|    | Italia (bandiera) | P     | Giusto Paolo Zabeo |
|    | Italia (bandiera) | D     | Mario Zathila      |
|    | Italia (bandiera) | C     | Luciano Zanardello |